# Marius Lesœur
Marius Adolphe Lesœur (né à Montreuil-sous-Bois le 7 janvier 1910, et mort à Ivry-sur-Seine le 16 mai 2003) est un producteur de cinéma français qui s'est aussi fait connaître sous les pseudonymes H. L. Rostaine, A. M. Frank, James Gartner, etc.

## Biographie
Marius Lesœur, originaire de Nice, a produit, avec Eurociné, essentiellement des films allant de la science-fiction au policier. Il a collaboré avec des réalisateurs comme Pierre Chevalier et Jesús Franco.

## Filmographie
- 1952 : La Femme à l'orchidée de Raymond Leboursier
- 1955 : M'sieur la Caille d'André Pergament
- 1956 : Ce soir les souris dansent (La melodía misteriosa) de Juan Fortuny
- 1957 : Pas de grisbi pour Ricardo d'Henri Lepage
- 1957 : Les Délinquants (Delincuentes) de Juan Fortuny
- 1958 : De l'or dans la vallée (Cuatro en la frontera) d'Antonio Santillán
- 1959 : Sursis pour un vivant d'Ottorino Franco Bertolini et Víctor Merenda
- 1960 : La Nuit des suspectes de Víctor Merenda
- 1961 : Le bourreau attendra (Fuga desesperada) de José Antonio de la Loma et Robert Vernay
- 1962 : Certains l'aiment noire (Vampiresas 1930) de Jesús Franco
- 1962 : L'Horrible Docteur Orlof (Gritos en la noche) de Jesús Franco
- 1962 : Le Sadique Baron Von Klaus
- 1963 : Le cave est piégé (No temas a la ley) de Víctor Merenda
- 1963 : Le Jaguar
- 1964 : Les Maîtresses du docteur Jekyll (El secreto del Dr. Orloff) de Jesús Franco
- 1964 : Agent 077, opération Jamaïque (La muerte silba un blues) de Jesús Franco
- 1964 : L'Ange noir du Mississippi (Bienvenido, padre Murray) de Ramón Torrado
- 1965 : La Frontière de la haine d'Amando de Ossorio
- 1968 : Nathalie, l'amour s'éveille
- 1970 : Marchands de femmes de Pierre Chevalier et Juan Fortuny
- 1970 : Des filles pour les mercenaires ou Quatre déserteurs (Cuatro desertores) de Pascual Cervera[4]
- 1971 : Orloff et l'Homme invisible de Pierre Chevalier
- 1972 : Les Aventures galantes de Zorro
- 1973 : Une vierge chez les morts-vivants (Une virgen en casa de los muertos vivientes) de Jesús Franco
- 1974 : Eugénie de Sade
- 1974 : Hommes de joie pour femmes vicieuses
- 1974 : Convoi de femmes
- 1974 : La Maison des filles perdues
- 1975 : Les Nuits brûlantes de Linda
- 1975 : Sexorcisme de Jesús Franco
- 1975 : La Comtesse noire
- 1975 : Le Baiser du diable (La perversa caricia de Satan) de Jorge-Luis Gigo[5]
- 1975 : Les Orgies du Golden Saloon
- 1976 : Midnight Party
- 1976 : L'Homme à la tête coupée
- 1977 : Shining Sex
- 1977 : Razzia sur le plaisir
- 1977 : Helga, la louve de Stilberg
- 1977 : Train spécial pour Hitler
- 1977 : Elsa Fräulein SS
- 1978 : Nathalie dans l'enfer nazi
- 1979 : La Guerre du pétrole
- 1979 : Les Gardiennes du pénitencier
- 1980 : Une fille pour les cannibales
- 1980 : La Pension des surdoués
- 1981 : L'Abîme des morts vivants
- 1981 : Le Lac des morts vivants de Jean Rollin
- 1982 : La Chute de la maison Usher
- 1982 : Piège pour une femme seule (Altri desideri particolari) d'Olivier Mathot et Andrea Bianchi
- 1982 : Cecilia (Aberraciones sexuales de una mujer casada) d'Olivier Mathot[6]
- 1983 : Les Diamants du Kilimandjaro (El tesoro de la diosa blanca) d'Olivier Mathot et Jesús Franco
- 1984 : Commando Panther (Panther Squad) de Pierre Chevalier
- 1985 : Commando Mengele (L'Ange de la mort) d'Andrea Bianchi et Jesús Franco
- 1986 : Les Amazones du temple d'or (Tundra y el templo del sol) d'Alain Payet et Jesús Franco
- 1988 : Dark Mission
- 1989 : Le commissaire épate le FBI d'Edmond Tiborovsky (TV)
- 1989 : La Chute des aigles de Jesús Franco